# Sigismund Droese
Sigismund Droese (* 14. Juli 1822 in Ragnit; † 23. April 1891 in Königsberg) war ein deutscher Richter und Parlamentarier.

## Leben
Sigismund Droese studierte an der Albertus-Universität Königsberg Rechtswissenschaft. 1842 wurde er Mitglied des Corps Littuania. Nach dem Studium schlug er die Richterlaufbahn ein. 1859 wurde er Kreisrichter am Kreisgericht Tilsit. 1873 wurde er zum Kreisgerichtsdirektor am Kreisgericht Lötzen ernannt. Nach 1879 wurde er Landgerichtsrat am Landgericht Lyck. Zuletzt lebte er als Landgerichtsrat a. D. in Königsberg i. Pr.
Von 1873 bis 1879 saß Droese für den Wahlkreis Gumbinnen 1 (Tilsit, Niederung) im Preußischen Abgeordnetenhaus. Er gehörte zur Fraktion der Deutschen Fortschrittspartei.